# Hoplolatilus marcosi
Hoplolatilus marcosi är en fiskart som beskrevs av Burgess, 1978. Hoplolatilus marcosi ingår i släktet Hoplolatilus och familjen Malacanthidae. Inga underarter finns listade i Catalogue of Life.